# Garda ve vyšívaných uniformách

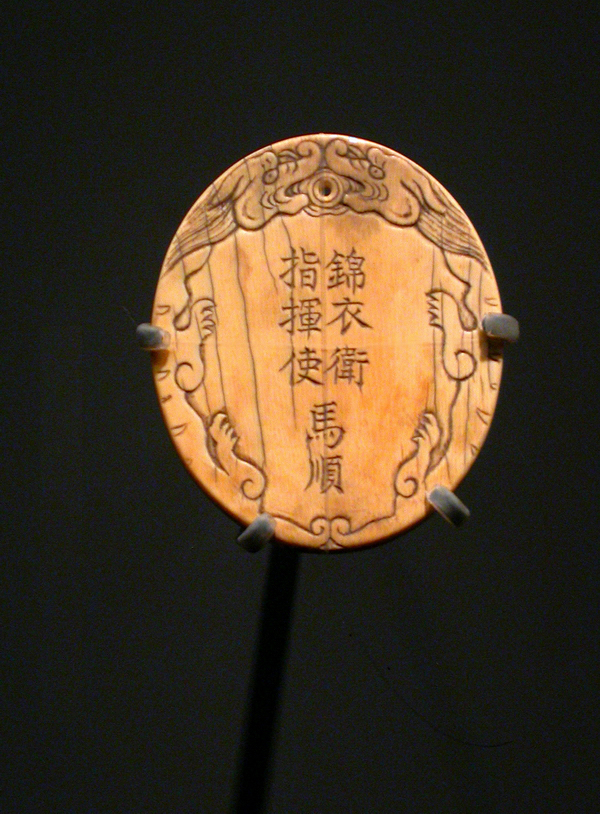
Identifikační destička pužívaná důstojníky gardy ve vyšívaných uniformách ťin-i-wej s nápisem: Velitel ťin-i-wej Ma Šun.

Garda ve vyšívaných uniformách (čínsky v českém přepisu ťin-i-wej, pchin-jinem jǐnyīwèi, znaky zjednodušené 锦衣卫, tradiční 錦衣衛) byla vojenská tajná služba přímo podřízená císařům říše Ming v Číně. Založil ji první mingský císař Chung-wu, zprvu jako pluk své osobní stráže, postupně se vyvinula v tajnou službu. Měla oprávnění k zatýkání, vyslýchání a souzení kohokoliv, včetně aristokracie a císařových příbuzných.
Garda ťin-i-wej měla také za úkol shromažďovat vojenské informace o nepříteli a podílet se na válečném plánování. Její příslušníci nosili výraznou zlato-žlutou uniformu a zvláštní meče.

## Historie
Garda ve vyšívaných uniformách ťin-i-wej vznikla již v roce 1360. Sloužila jako osobní stráž Chung-wua, zakladatele a v letech 1368–1398 prvního císaře říše Ming, ve válkách povstání rudých turbanů. Po založení říše Chung-wu rozšířil povinnosti svých strážců i na odhalování možných povstání a kontrolu úředníků. Její početnost vzrostla z 500 mužů při reorganizaci roku 1382 na asi 14 tisíc o tři roky později.
Roku 1393 Chung-wu omezil pravomoci gardy ťin-i-wej poté, co údajně její důstojníci zneužili pravomoci v průběhu vyšetřování Lan Jüova spiknutí, v průběhu kterého bylo popraveno na 20 tisíc lidí. Pravomoci gardy vůči úředníkům opět rozšířil císař Jung-le (vládl 1402–1424), který se dostal na trůn uzurpací v občanské válce (kampaň ťing-nan) a obával se nespokojenosti poddaných. Garda ve vyšívaných uniformách byla rozpuštěna s dobytím Pekingu protimingskými povstalci Li C’-čchenga v roce 1644.
Důstojníci gardy ve vyšívaných uniformách ťin-i-wej měli právo zatýkat, vyslýchat, zadržovat bez soudu a trestat nepřátele státu nezávisle na běžných soudních postupech a úřadech. Garda byla bezprostředně podřízena císaři a dostávala rozkazy přímo od něj. V dobách války její členové také sloužili jako osobní představitelé panovníka (svého druhu „političtí komisaři“) v mingských armádách. V pozdním mingském období byla garda ťin-i-wej pod kontrolou Východního křídla, císařské tajné služby složené z eunuchů sloužících v Zakázaném městě. S nárůstem frakčních bojů v mingské vládě byla garda využívána jako prostředek k odstranění politických protivníků, prostřednictvím atentátů, nebo právních postihů.
Jmenování do gardy mohlo být i císařovou odměnou za věrnou službu (tak byli jmenováni důstojníky gardy například synové úspěšných státníků a vojevůdců Čao Wen-chuy a Tchan Luna), nebo formou zaopatření (například malíř Šang Si).